# Гангца
37°19′31″ пн. ш. 100°08′18″ сх. д. / 37.32519° пн. ш. 100.13834° сх. д.
Гангца (кит. 刚察县, пін. Gāngchá Xiàn, трансліт. Gangca) — один із повітів КНР у складі Хайбей-Тибетської автономної префектури, провінція Цинхай. Адміністративний центр — містечко Шалюхе.

## Географія
Гангца у середньому лежить на висоті близько 3300 метрів над рівнем моря на північному сході Тибетського плато (між горами Датуншань і озером Кукунор).

### Клімат
Повіт знаходиться у зоні, котра характеризується континентальним субарктичним кліматом. Найтепліший місяць — липень із середньою температурою 11,7 °C. Найхолодніший місяць — січень, із середньою температурою -12,8 °С.
| Клімат повіту Гангца                               | Клімат повіту Гангца | Клімат повіту Гангца | Клімат повіту Гангца | Клімат повіту Гангца | Клімат повіту Гангца | Клімат повіту Гангца | Клімат повіту Гангца | Клімат повіту Гангца | Клімат повіту Гангца | Клімат повіту Гангца | Клімат повіту Гангца | Клімат повіту Гангца | Клімат повіту Гангца |
| Показник                                           | Січ.                 | Лют.                 | Бер.                 | Квіт.                | Трав.                | Черв.                | Лип.                 | Серп.                | Вер.                 | Жовт.                | Лист.                | Груд.                | Рік                  |
| Середній максимум, °C                              | −4,5                 | −1                   | 3,7                  | 8,9                  | 12,3                 | 15                   | 17,4                 | 17,1                 | 13,4                 | 8,3                  | 2,7                  | −2,1                 | 7,6                  |
| Середня температура, °C                            | −12,8                | −9,3                 | −4,2                 | 1,8                  | 5,8                  | 9,2                  | 11,7                 | 11,1                 | 7                    | 0,8                  | −5,6                 | −10,6                | 0,4                  |
| Середній мінімум, °C                               | −19,1                | −15,9                | −10,6                | −4,5                 | 0,1                  | 4                    | 6,7                  | 6,2                  | 2,4                  | −4,4                 | −11,5                | −16,7                | −5,3                 |
| Норма опадів, мм                                   | 1.4                  | 2.3                  | 6                    | 13.1                 | 39.8                 | 74.7                 | 95                   | 105                  | 55.8                 | 13.4                 | 2.2                  | 0.6                  | 409.3                |
| Вологість повітря, %                               | 46                   | 43                   | 43                   | 47                   | 55                   | 63                   | 67                   | 69                   | 69                   | 57                   | 45                   | 44                   | 54                   |
| -------------------------------------------------- | -------------------- | -------------------- | -------------------- | -------------------- | -------------------- | -------------------- | -------------------- | -------------------- | -------------------- | -------------------- | -------------------- | -------------------- | -------------------- |
| Джерело: Дані метеостанції №52754 (КНР, 1991-2020) |                      |                      |                      |                      |                      |                      |                      |                      |                      |                      |                      |                      |                      |